# 高剑刚
高剑刚（1963年—），正高级工程师，中国计算机学会体系结构专业委员会委员，江南计算技术研究所研究员、所长，第十四届全国政协委员，中国超级计算机专家，主要研究领域为计算机体系结构、高性能互连网络。